# Абалаковская петля
Абала́ковская петля́ — изобретённый известным советским альпинистом Виталием Михайловичем Абалаковым способ организации страховки на ледовом склоне, получивший известность во всём мире под этим названием.

## Суть способа
Для организации точки страховки или навешивания петли для спуска по верёвке необходимы как минимум ледобур и кусок репшнура. Последовательность действий — следующая:
1. С помощью ледобура во льду высверливают 2 отверстия под углом друг к другу. Отверстия во льду образуются вследствие того, что столбик (керн) льда вынимают вместе с ледобуром.
2. В образовавшийся во льду канал протягивают с помощью специального крючка репшнур или ленту, которые должны иметь достаточную для нагрузки прочность.
3. Протянутый через лёд репшнур завязывают надёжным узлом и на образовавшуюся петлю, которая закреплена во льду, вешают карабин для организации страховки или провешивают верёвку для спуска дюльфером[2].

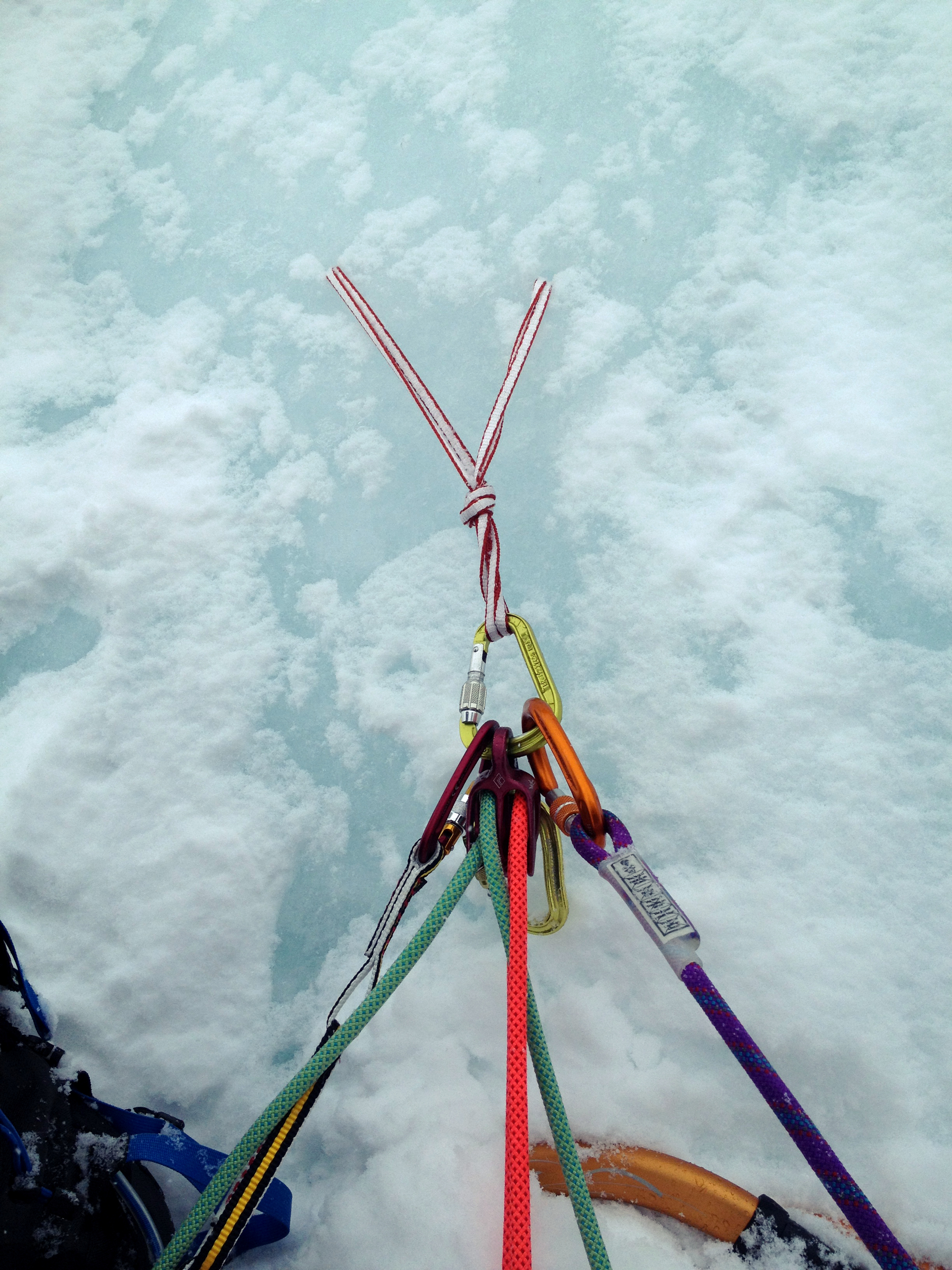
Нагружение петли Абалакова
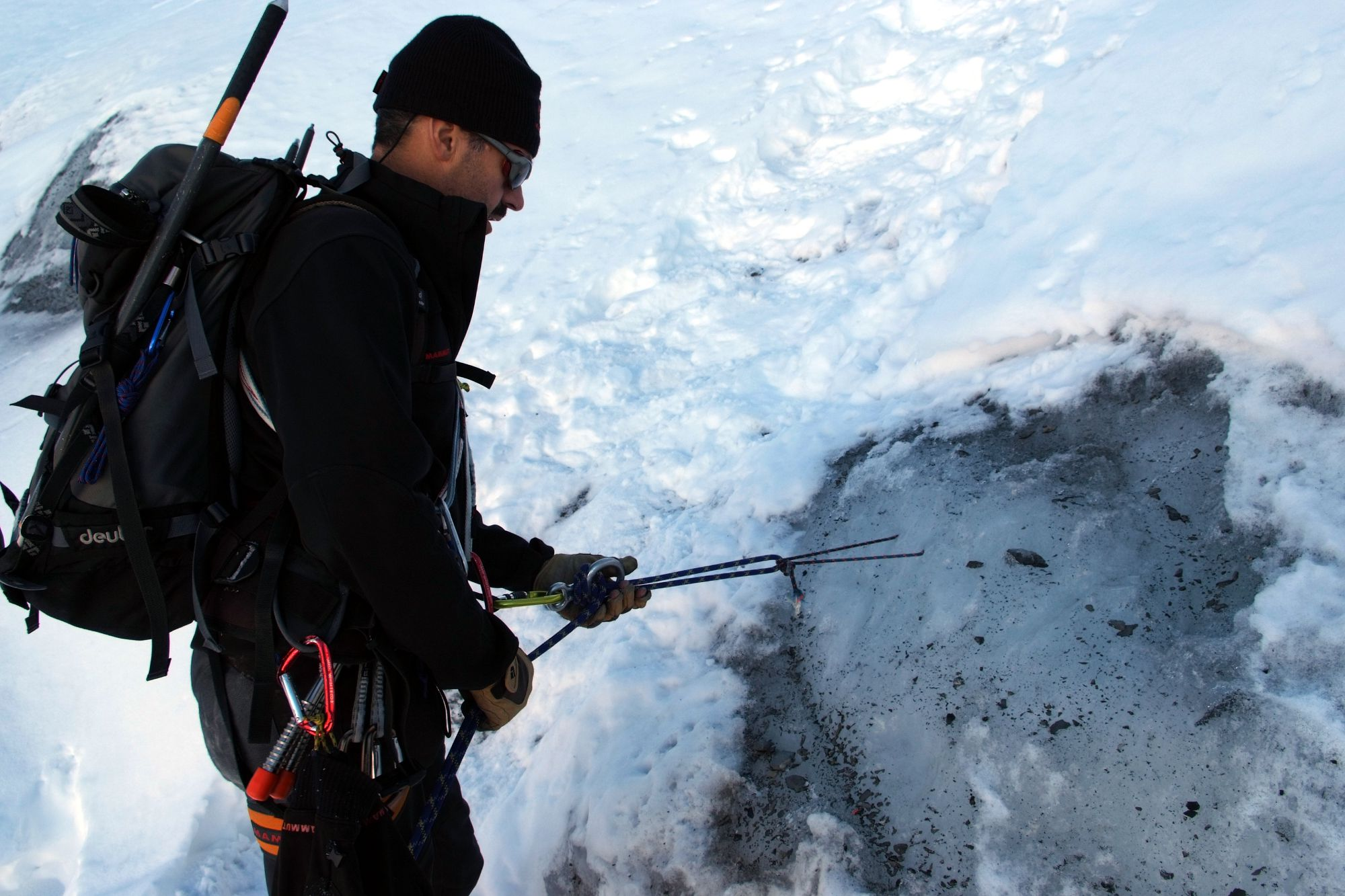
Спуск с помощью петли Абалакова

Разновидность страховки, при которой отверстия находятся не в горизонтальной, а вертикальной плоскости, называют «петлёй Андерсона».

Схема организации страховки с помощью петли Абалакова
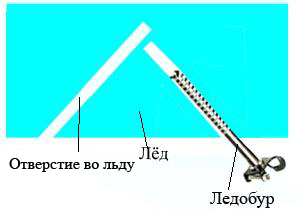
1. Высверливание отверстий во льду с помощью ледобура.
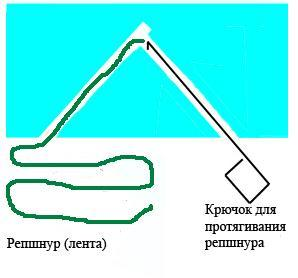
2. Протягивание репшнура через лёд.
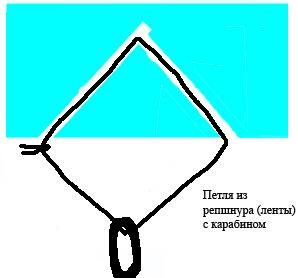
3. Навешивание петли для организации страховки или спуска по верёвке.